# Dialeurodes maculatus
Dialeurodes maculatus là một loài côn trùng cánh nửa trong họ Aleyrodidae, phân họ Aleyrodinae.
Dialeurodes maculatus được Bondar miêu tả khoa học đầu tiên năm 1928.